# Pizzo Campolungo
Pizzo Campolungo är en bergstopp i Schweiz.   Den ligger i distriktet Leventina och kantonen Ticino, i den sydöstra delen av landet, 110 km sydost om huvudstaden Bern. Toppen på Pizzo Campolungo är 2 714 meter över havet, eller 180 meter över den omgivande terrängen. Bredden vid basen är 1,4 km.
Terrängen runt Pizzo Campolungo är huvudsakligen bergig. Närmaste större samhälle är Cevio, 18,3 km sydväst om Pizzo Campolungo. 
Trakten runt Pizzo Campolungo består i huvudsak av gräsmarker. Runt Pizzo Campolungo är det glesbefolkat, med 8 invånare per kvadratkilometer.